# Accident ferroviaire de Saint-Étienne-de-Lauzon
L'accident ferroviaire de Saint-Étienne-de-Lauzon, connu sous le nom de collision de Craig's Road, est une collision par rattrapage survenue le 9 juillet 1895 entre deux trains partis de Richmond et se dirigeant vers Lévis, au Québec (Canada).

## Déroulement

### Contexte
Dans le cadre d'un pèlerinage à la basilique Sainte-Anne-de-Beaupré, deux trains en provenance des Cantons de l'Est se dirigent vers Lévis, d'où les passagers pourront traverser le fleuve Saint-Laurent vers Québec, puis continuer vers Sainte-Anne-de-Beaupré. L'accident se déroule entre ces deux trains sur un chemin de fer entre Richmond et Lévis de la compagnie du Grand Tronc, sur le site de la gare du chemin Craig.
Le premier train, dont la locomotive porte le no 408, est composé de 9 wagons dont un pullman. Il a son bord 314 passagers. Abraham Dionne, âgé de 42 ans et au service de la compagnie du Grand Tronc depuis 22 ans, est son conducteur. L'équipe est complétée par l'ingénieur Alexander Ferguson, le chauffeur Frank Bowen, le conducteur du pullman J.P. Morewood et les serre-freins Edmond Couture, Eugène Collet et E. Wheeler. 
Le deuxième train est conduit par M. McLade. Son ingénieur est Hector McLeod et son chauffeur Richard Perkins.

### Avant la collision
Le premier convoi, parti initialement de Sherbrooke, est à l'arrêt à Richmond le soir du 8 juillet. Il part à 23 h 25 direction Chaudière Curve. À Saint-Agapit, à environ 11 kilomètres du lieu de l'accident, le conducteur reçoit l'information qu'il allait rencontrer le convoi no 9 en provenance de Lévis à la gare du chemin Craig. Il reçoit aussi l'information que le train qui le suit vient de quitter Sainte-Julie (à 33 kilomètres derrière lui). Il arrête à la gare du chemin Craig vers 2 h 50. Le conducteur Dionne et plusieurs de ses passagers descendent à quai. Le convoi no 9 arrive comme prévu en sens inverse environ 15 minutes plus tard. Ce dernier s'engage sur la voie d'évitement, mais doit pousser des wagons qui obstruent cette voie pour s'y engager complètement. Pendant ce temps, ses derniers wagons demeurent dans la voie principale et la bloquent du même coup.
Quelques minutes plus tard, c'est au tour du train qui suivait le premier convoi d'approcher la gare du chemin Craig. Il arrive à plus de 40 km/h, sans ralentir et sans siffler ou sonner, et ce même si un sémaphore lui indique le danger. Conscient de la collision imminente avec son train, le conducteur Dionne donne l'ordre à son ingénieur d'avancer à pleine vapeur.

### Collision
L'impact survient vers 3 h 15. La locomotive heurte le pullman avant de se renverser à l'extérieur de la voie. Deux wagons sont entièrement détruits et deux autres abîmés aux extrémités.
Le Dr Beïque, passager du deuxième train, et le Dr Gingras de Saint-Agapit, arrivé quelques moments après l'accident, sont les premiers répondants sur les lieux,. Ils sont suivis d'un convoi de secours plus tard dans la nuit. Le lendemain matin, vers 10 h 00, les 35 blessés arrivent à Lévis pour être soignés à l'Hôtel-Dieu. Les journaux au lendemain du drame parlent de 14 à 16 morts,,,. Des sources mentionnent 25 morts de nos jours. 
Fin juillet 1895, il y avait encore 20 blessés à l'hôpital.

## Réactions et enquête
L'enquête du coroner est mené par le Dr Garneau. Elle débute le 18 juillet à 10 h 30 dans la salle de la gare de l'Intercontinental. L'enquête conclut « à l'imprévoyance et à l'incompétence des employés de la dite compagnie alors en service » sur le deuxième train. Le jury fait la recommandation d'implanter un block-système et d'instaurer un examen de la vue annuel. Il condamne aussi le transport d'alcool – déjà interdit par la compagnie – par le mécanicien Hector McLeod. On suppose aussi que ce dernier pouvait s'être endormi.
Une pierre commémorative en marbre est installé dans une chapelle latérale de la basilique Sainte-Anne-de-Beaupré en septembre 1895. On peut y lire la mention Aux Pèlerins. Victimes de Craig's Road. 9 juillet 1895. (Les Pères Rédemptoristes.) avec le nom de 14 victimes.